# Merkur (mitologija)
Merkur (/ ˈmɜːrkjʊri /; latinsko: Mercurius [mɛrˈkʊrijʊs]) je glavni bog v rimski religiji in mitologiji, ki je eden izmed 12 Dii Consentes - dvanajstih glavnih božanstev v panteonu starega Rima in božji sel. Je bog finančne koristi, trgovine, zgovornosti, sporočil, komunikacije (vključno z vedeževanjem), popotnikov, meja, sreče, prevar in tatov; služi tudi kot vodnik duš v podzemlje.
V rimski mitologiji velja za sina Maje, ene od sedmih hčera Titana Atlasa, in Jupitra. Zdi se, da je bil v svojih najzgodnejših oblikah povezan z etruščanskim božanstvom Turms; oba boga imata značilnosti z grškim bogom Hermesom. Pogosto je upodobljen, kako v levi roki drži kerikej (lat. caduceus, grško κηρύκειον). Podobno kot njegov grški ustreznik Hermes ga je Apolon odlikoval s čarobno palico, ki se je kasneje spremenila v kerikej, palica s prepletenimi kačami.

## Etimologija
Ime Mercury je verjetno povezano z latinsko besedo merx ('blago'; prim. merchant – 'trgovec', trgovina itd.), mercari (trgovati) in merces (plače); druga možna povezava je proto-indoevropski koren merĝ- za 'meja' (prim. staroangleška mearc, staronorveška mark in latinska margō) in grški οὖρος (po analogiji Arctūrus / Ἀρκτοῦρος) , kot 'čuvaj meja', ki se nanaša na vlogo mostu med zgornjim in spodnjim svetom.

## Zgodovina
Merkur se ni pojavil med številnimi di indigeti zgodnje rimske religije. Namesto tega je prevzel zgodnejši Dei Lucrii (skupek rimskih božanstev, ki jih je omenil krščanski apologet Arnobius (umrl 330 n. št.), saj je bila rimska religija sinkretizirana z grško v času Rimske republike, približno od 4. stoletja pred našim štetjem. Njegov kult je bil uveden tudi pod vplivom etruščanske religije, v kateri je Turms imel podobne značilnosti. Od začetka je imel Merkur v bistvu enake lastnosti kot Hermes, nosil je krilate čevlje (talaria) in krilati klobuk (petasos) ter nosil kerikej, heraldično palico z dvema prepletenima kačama, ki je bilo Apolonovo darilo Hermesu. Pogosto ga je spremljal petelin, glasnik novega dne , oven ali koza, ki simbolizira plodnost zemlje in želva, pri čemer se je skliceval na legendarni Merkurjev izum lire iz želvine lupine.
Tako kot Hermes je bil tudi bog sporočil, zgovornosti in trgovine, zlasti trgovine z žitom. Bil je tudi pokrovitelj popotnikov in bog tatov. Merkur je veljal tudi za boga izobilja in komercialnega uspeha, zlasti v Galiji, kjer naj bi ga še posebej častili. Tako kot Hermes je bil tudi rimski psihopomp (iz grške besede ψυχοπομπός, psihopompós, kar dobesedno pomeni 'vodnik duš'), ki je na novo preminule duše vodil v onostranstvo. Poleg tega je Ovid zapisal, da je Merkur prenašal Morfejeve sanje iz Somnusove doline spečim ljudem.
Arheološki dokazi iz Pompejev kažejo, da je bil Merkur med najbolj priljubljenimi rimskimi bogovi. Bog trgovine je bil upodobljen na dveh zgodnjih bronastih kovancih Rimske republike, sextansu in semunciju.

## Sinkretizem
Ko so Rimljani opisovali bogove keltskih in germanskih plemen, namesto da bi jih imeli za ločena božanstva, so jih razlagali kot lokalne manifestacije ali vidike lastnih bogov, kar je kulturna lastnost, imenovana interpretatio Romana. Poročali so, da je zlasti Merkur postal izjemno priljubljen med narodi, ki jih je osvojilo Rimsko cesarstvo; Julij Cezar je zapisal, da je Merkur najbolj priljubljen bog v Veliki Britaniji in Galiji, ki velja za izumitelja vseh umetnosti. Verjetno je to zato, ker je bil v rimskem sinkretizmu Merkur enačen s keltskim bogom Lugom, v tem pogledu pa ga je pogosto spremljala keltska boginja Rosmerta. Čeprav je bil Lug prvotno božanstvo svetlobe ali sonca (čeprav je to sporno), je bil podobno kot rimski Apolon zaradi pomena kot boga trgovine bolj primerljiv z Merkurjem, Apolon pa je bil namesto tega izenačen s keltskim božanstvom Belenom.
Rimljani so Merkurja povezovali z germanskim bogom Odinom v interpretatio Romana; Rimski pisatelj Tacit iz 1. stoletja ga opredeljuje kot glavnega boga germanskih ljudstev.
Zecharia Sitchin v svojih zloglasnih sodobnih teorijah obrobja Merkurja in njegov istoimenski planet identificira z mezopotamskim Mummujem, likom v epu o stvarjanju Enuma Eliš.

## Imena in vzdevki
Rimljani so Merkur poznali kot Merkurij, občasno pa je v zgodnejših spisih kot Merqurius, Mirqurios ali Mircurios imel številne vzdevke, ki predstavljajo različne vidike ali vloge ali predstavljajo sinkretizme z ne-rimskimi božanstvi. Najpogostejši in najpomembnejši med temi so bili naslednji:
- Mercurius Artaios, sinkretizem Merkurja s keltskim bogom Artaiusom, božanstvom medvedov in lova, ki so ga častili v Beaucroissantu v Franciji.[13]
- Mercurius Arvernus, sinkretizem keltske Arvernus z Merkurjem. Arvernusa so častili v Porenju, verjetno kot posebno božanstvo plemena Arverni, čeprav na njihovem ozemlju v regiji Auvergne v osrednji Franciji ni nobenih posvetil Mercurius Arvernus.
- Mercurius Cimbrianus, sinkretizem Merkurja z bogom Kimbrov, včasih se misli, da predstavlja Odina.
- Mercurius Cissonius, kombinacija Merkurja s keltskim bogom Cissoniusom, o katerem pišejo na območju od Kölna v Nemčiji do Saintesa v Franciji.
- Mercurius Esibraeus, sinkretizem iberskega božanstva Esibraeus z rimskim božanstvom Merkurjem. Esibraeus je omenjen le v napisu, ki ga najdemo v Medelimu na Portugalskem in je verjetno isto božanstvo kot Banda Isibraiegus, na katerega se sklicuje napis iz bližnje vasi Bemposta.[14]
- Mercurius Gebrinius, sinkretizem Merkurja s keltskim ali germanskim Gebriniusom, znan po napisu na oltarju v Bonnu v Nemčiji.
- Mercurius Moccus, od keltskega boga Moccusa, ki je bil izenačen z Merkurjem, znan iz dokazov v Langresu v Franciji. Ime Moccus ('prašič') pomeni, da je bilo to božanstvo povezano z lovom na merjasce.
- Mercurius Sobrius ('Merkur abstinent'), sinkretizem Merkurja s kartažanskim bogom trgovine.[15]
- Merkurij Visucius, sinkretizem keltskega boga Visucija z rimskim bogom Merkurjem, potrjen v napisu iz Stuttgarta v Nemčiji. Visucija so častili predvsem na obmejnem območju imperija v Galiji in Nemčiji. Čeprav je bil v prvi vrsti povezan z Merkurjem, je bil Visucius včasih povezan tudi z rimskim bogom Marsom, saj so v Galiji našli posvetitveni napis Mars Visucius in Visucia, Visiciusova ženska ustreznica.[16]

## V antični literaturi
V Vergilijevi Eneidi Merkur Eneja spominja na njegovo poslanstvo pri ustanovitvi mesta Rim. V Ovidovih Fasti je Merkur zadolžen za spremstvo nimfe Larunde v podzemlje. Merkur pa se zaljubi v Larundo in se na poti z njo ljubi. Larunda po tem postane mati dveh otrok, imenovanih Lari, nevidni gospodinjski bogovi.

## Templji
Merkurjev tempelj v Rimu je stal v Circusu Maximusu, med gričema Aventin in Palatin, in je bil zgrajen leta 495 pr. n. št.
Tega leta je v Rimu prihajalo do motenj med patricijskimi senatorji in plebejci, kar je privedlo v naslednjem letu do odcepitve plebsa. Po končani gradnji se je med konzuloma Apijem Klavdijem Sabinom Regillensisom in Publijem Servilijem Priskom Structusom pojavil spor o tem, kateri izmed njih bi moral imeti čast, da bi posvetil tempelj. Senat je odločitev posredoval ljudski skupščini in tudi odredil, da mora izbrani član opravljati tudi dodatne dolžnosti, vključno s predsedovanjem trgom, ustanovitvijo trgovskega ceha in izvajanjem funkcij pontifex maximus. Ljudje so zaradi neenakosti v javnosti in kljub senatu in konzulom namesto tega podelili čast posvečenja templja višjemu vojaškemu častniku ene od legij po imenu Marcus Laetorius. Senat in konzuli, zlasti konservativni Apij, so bili nad to odločitvijo ogorčeni, kar je zaostrilo razmere.
Posvetitev se je zgodila 15. maja 495 pr. n. št.
Tempelj je veljal za primeren kraj za čaščenje hitrega boga trgovine in potovanj, saj je bil glavno trgovsko središče in tudi dirkališče. Ker je stal med plebejsko trdnjavo na Aventinu in patricijskim središčem na Palatinu, je poudaril tudi vlogo Merkurja kot posrednika.

## Čaščenje
Ker Merkur ni bil eno od zgodnjih božanstev, ki so preživela iz Rimskega kraljestva, mu ni bil dodeljen flamen ('duhovnik'), je pa imel svoj glavni festival, 15. maja, Merkuralije. Med Mercuralijami so se trgovci pokropili po glavi z vodo iz njegovega svetega vodnjaka blizu Porta Capene.

## V popularni kulturi
Merkur je v prvi objavljeni stripovski zgodbi stripovske legende Jacka Kirbyja Merkur v 20. stoletju, objavljeni v Red Raven Comics 1, 1940.
Tako imenovani Mercury dime, kovanec izdan med letoma 1916 in 1945 kovnice ZDA, dejansko vsebuje krilato Svobodo in ne boga Merkurja, vendar je bil tako poimenovan zaradi napačne interpretacije frigijske kape boginje kot krila.